# Матч СРСР — США з легкої атлетики 1961
Матч СРСР — США з легкої атлетики 1961 був проведений 15-16 липня у Москві на Стадіоні імені Леніна.

## Результати

### Чоловіки
| Місце | Атлет                | Результат |
| ----- | -------------------- | --------- |
| 1     | Френк Бадд           | 10,3      |
| 2     | Пол Дрейтон          | 10,4      |
| 3     | Слава Прохоровський  | 10,5      |
| 4     | Владислав Виноградов | 10,6      |

| Місце | Атлет               | Результат |
| ----- | ------------------- | --------- |
| 1     | Френк Бадд          | 20,8      |
| 2     | Едвін Озолін        | 21,1      |
| 3     | Слава Прохоровський | 21,1      |
|       | Пол Дрейтон         | DQ[a]     |

| Місце | Атлет             | Результат |
| ----- | ----------------- | --------- |
| 1     | Уліс Вільямс      | 46,7      |
| 2     | Адольф Пламмер    | 46,9      |
| 3     | Валентин Рахманов | 47,0      |
| 4     | Вадим Архипчук    | 47,6      |

| Місце | Атлет           | Результат |
| ----- | --------------- | --------- |
| 1     | Джеррі Зіберт   | 1.46,8    |
| 2     | Джім Дюпрі      | 1.47,3    |
| 3     | Василь Савинков | 1.47,4 NR |
| 4     | Валерій Булишев | 1.48,2    |

| Місце | Атлет           | Результат |
| ----- | --------------- | --------- |
| 1     | Джеймс Бітті    | 3.43,8    |
| 2     | Джім Грелл      | 3.45,3    |
| 3     | Іван Бєлицький  | 3.46,2    |
| 4     | Василь Савинков | 3.48,8    |

| Місце | Атлет             | Результат |
| ----- | ----------------- | --------- |
| 1     | Петро Болотников  | 13.58,4   |
| 2     | Макс Трукс        | 14.05,4   |
| 3     | Валентин Самойлов | 14.14,8   |
| 4     | Чарльз Кларк      | 15.45,4   |

| Місце | Атлет         | Результат |
| ----- | ------------- | --------- |
| 1     | Юрій Захаров  | 29.34,4   |
| 2     | Лембіт Віркус | 29.43,0   |
| 3     | Джон Гуткнехт | 30.13,8   |
| 4     | Ніколас Кітт  | 32.47,8   |

| Місце | Атлет             | Результат |
| ----- | ----------------- | --------- |
| 1     | Гейс Джонс        | 13,8      |
| 2     | Анатолій Михайлов | 13,9      |
| 3     | Френсіс Вашингтон | 13,9      |
| 4     | Валентин Чистяков | 13,9      |

| Місце | Атлет                  | Результат |
| ----- | ---------------------- | --------- |
| 1     | Кліфф Кушман           | 50,5      |
| 2     | Георгій Чевичалов      | 51,2      |
| 3     | Діксон Фармер          | 51,6      |
| 4     | Володимир Кореневський | 52,0      |

| Місце | Атлет             | Результат |
| ----- | ----------------- | --------- |
| 1     | Микола Соколов    | 8.35,4    |
| 2     | Джордж Янг        | 8.38,0 NR |
| 3     | Лазар Народицький | 8.56,4    |
| 4     | Дікон Джонс       | 9.09,2    |

| Місце | Команда                                                          | Результат |
| ----- | ---------------------------------------------------------------- | --------- |
| 1     | США Гейс Джонс Френк Бадд Чарльз Фрейзір Пол Дрейтон             | 39,1 WR   |
| 2     | СРСР Едвін Озолін Микола Політико Юрій Коновалов Леонід Бартенєв | 39,4 ER   |

| Місце | Команда                                                              | Результат |
| ----- | -------------------------------------------------------------------- | --------- |
| 1     | США Адольф Пламмер Чарльз Фрейзір Ерл Янг Уліс Вільямс               | 3.08,8    |
| 2     | СРСР Леонід Бартенєв Віктор Любімов Вадим Архипчук Валентин Рахманов | 3.11,6    |

| Місце | Атлет             | Результат |
| ----- | ----------------- | --------- |
| 1     | Геннадій Солодов  | 1:38.11,2 |
| 2     | Григорій Панічкін | 1:39.30,4 |
| 3     | Джек Мортленд     | 1:42.23,6 |
| 4     | Рональд Зінн      | 1:44.58,2 |

| Місце | Атлет             | Результат |
| ----- | ----------------- | --------- |
| 1     | Валерій Брумель   | 2,24 WR   |
| 2     | Джон Томас        | 2,19      |
| 3     | Боб Авант         | 2,13      |
| 4     | Роберт Шавлакадзе | 2,05      |

| Місце | Атлет           | Результат |
| ----- | --------------- | --------- |
| 1     | Джон Уельсес    | 4,69      |
| 2     | Генрі Вадсворт  | 4,60      |
| 3     | Яніс Красовскіс | 4,50      |
| 4     | Ігор Петренко   | 4,49      |

| Місце | Атлет             | Результат |
| ----- | ----------------- | --------- |
| 1     | Ральф Бостон      | 8,28 WR   |
| 2     | Ігор Тер-Ованесян | 8,01      |
| 3     | Тоні Ватсон       | 7,90      |
| 4     | Антанас Ваупшас   | 7,74      |

| Місце | Атлет         | Результат |
| ----- | ------------- | --------- |
| 1     | Вітольд Креєр | 16,68     |
| 2     | Олег Федосеєв | 16,06     |
| 3     | Кент Флерке   | 15,65     |
| 4     | Білл Шарп     | 15,43     |

| Місце | Атлет                | Результат |
| ----- | -------------------- | --------- |
| 1     | Гарі Губнер          | 18,48     |
| 2     | Джей Сільвестер      | 18,43     |
| 3     | Віктор Ліпсніс       | 18,11     |
| 4     | Адольфас Варанаускас | 17,78     |

| Місце | Атлет           | Результат |
| ----- | --------------- | --------- |
| 1     | Джей Сільвестер | 58,46     |
| 2     | Кім Буханцов    | 56,35     |
| 3     | Боб Гамфріс     | 55,66     |
| 4     | Каупо Метсур    | 53,45     |

| Місце | Атлет           | Результат |
| ----- | --------------- | --------- |
| 1     | Василь Руденков | 66,34     |
| 2     | Юрій Бакаринов  | 64,91     |
| 3     | Том Пегані      | 57,45     |
| 4     | Боб Бакус       | 55,80     |

| Місце | Атлет              | Результат |
| ----- | ------------------ | --------- |
| 1     | Віктор Цибуленко   | 83,12     |
| 2     | Володимир Кузнецов | 81,86     |
| 3     | Джон Фромм         | 70,10     |
| 4     | Чак Вілкінсон      | 69,81     |

| Місце | Атлет         | Результат |
| ----- | ------------- | --------- |
| 1     | Юрій Кутенко  | 7615      |
| 2     | Пол Герман    | 7484      |
| 3     | Девід Едстрем | 7293      |
| 4     | Юрій Дьячков  | 6354      |

### Жінки
| Місце | Атлетка              | Результат |
| ----- | -------------------- | --------- |
| 1     | Вілма Рудолф         | 11,3 =WR  |
| 2     | Марія Іткіна         | 11,5      |
| 3     | Валентина Масловська | 11,6      |
| 4     | Лейсі О'Ніл          | 12,0      |

| Місце | Атлетка           | Результат |
| ----- | ----------------- | --------- |
| 1     | Марія Іткіна      | 23,4      |
| 2     | Ернестін Поллардс | 23,7      |
| 3     | Вів'єн Браун      | 24,1      |
| 4     | Людмила Ігнатьєва | 24,2      |

| Місце | Атлетка         | Результат |
| ----- | --------------- | --------- |
| 1     | Людмила Лисенко | 2.05,4    |
| 2     | Катерина Парлюк | 2.09,2    |
| 3     | Пет Деніелс     | 2.16,2    |
| 4     | Лія Беннетт     | 2.21,0    |

| Місце | Атлетка        | Результат |
| ----- | -------------- | --------- |
| 1     | Ірина Пресс    | 10,6      |
| 2     | Римма Кошелева | 10,7      |
| 3     | Шеррі Періш    | 11,0      |
| 4     | Джо Енн Террі  | 11,0      |

| Місце | Команда                                                               | Результат |
| ----- | --------------------------------------------------------------------- | --------- |
| 1     | США Віллі Вайт Ернестін Поллардс Вів'єн Браун Вілма Рудолф            | 44,3 WR   |
| 2     | СРСР Віра Крепкіна Валентина Масловська Марія Іткіна Тетяна Щелканова | 44,5 ER   |

| Місце | Атлетка       | Результат |
| ----- | ------------- | --------- |
| 1     | Таїсія Ченчик | 1,70      |
| 2     | Барбара Браун | 1,65      |
| 3     | Галина Доля   | 1,65      |
| 4     | Джо Енн Террі | 1,50      |

| Місце | Атлетка             | Результат |
| ----- | ------------------- | --------- |
| 1     | Тетяна Щелканова    | 6,48 WR   |
| 2     | Віллі Вайт          | 6,40      |
| 3     | Валентина Шапрунова | 6,31      |
| 4     | Едіт Макгвайр       | 5,62      |

| Місце | Атлетка       | Результат |
| ----- | ------------- | --------- |
| 1     | Тамара Пресс  | 17,25     |
| 2     | Галина Зибіна | 16,28     |
| 3     | Синтія Вайт   | 13,82     |
| 4     | Шерон Шепард  | 13,52     |

| Місце | Атлетка          | Результат |
| ----- | ---------------- | --------- |
| 1     | Тамара Пресс     | 57,43 WR  |
| 2     | Ніна Пономарьова | 53,24     |
| 3     | Шерон Шепард     | 45,39     |
| 4     | Мелоді Маккарті  | 39,59     |

| Місце | Атлетка           | Результат |
| ----- | ----------------- | --------- |
| 1     | Ельвіра Озоліна   | 54,79     |
| 2     | Олена Горчакова   | 52,28     |
| 3     | Карен Мендайка    | 43,06     |
| 4     | Френсіс Девенпорт | 40,55     |

## Командний залік
|                 | СРСР | США |
| --------------- | ---- | --- |
| Чоловіки        | 111  | 124 |
| Жінки           | 68   | 39  |
| Загальний залік | 179  | 163 |

## Відео
- Розширений відеозвіт про матч (рос.)